# Dale Wayne Tomich
Dale Wayne Tomich (* 25. März 1946 in Milwaukee; † 17. August 2024) war ein US-amerikanischer Soziologe und Historiker. Er war Professor an der historischen Abteilung der Binghamton University, State University of New York. Seine Forschungsgebiete umfassten die Geschichte Lateinamerikas und der Karibik, politische Ökonomie und soziale Bewegungen. Dabei arbeitete er mit mikrogeschichtlichen Ansätzen.

## Wirken und Rezeption
In seinem 1990 erschienenen Buch Slavery in the Circuit of Sugar: Martinique and the World Economy, 1830-1848 argumentiert Tomich, dass die Abschaffung der Sklaverei 1848 in eine Rationalisierung der Zuckerrohrproduktion auf den Plantagen in Martinique überging. Dabei verbindet er Sozial- und Arbeitsgeschichte, eine Untersuchung der Produktionsmittel und Globalisierungstheorien in einem neuen analytischen Rahmen. So untersuche er Interaktionen zwischen «globalen» und «lokalen» Ebenen und argumentiert, dass beide Ebenen gegenseitige, formative Elemente einer größeren Gesamtheit darstellen. Zudem stehe Tomich anderen Autoren, welche in Analysen politische über wirtschaftliche Faktoren stellen, kritisch gegenüber.
Tomich definierte das Konzept der «second slavery» zur Benennung von neu erschaffenen Gebieten, in denen de facto Sklaverei betrieben wurde. In seinem 2016 erschienenen Beitrag The Second Slavery and World Capitalism: A Perspective for Historical Inquiry vertieft er dieses Konzept:

„Die Vorstellung einer zweiten Sklavenwirtschaft stellt eine radikale Neuinterpretation des Verhältnisses von Sklaverei und Kapitalismus dar. Sie macht auf die Entstehung umfangreicher neuer Gebiete sklavenbasierter Warenproduktion in den US-amerikanischen Südstaaten sowie in Kuba und Brasilien aufmerksam, wie sie im 19. Jahrhundert im Kontext von Industrialisierung und weltwirtschaftlicher Expansion zu verzeichnen war. Der Beitrag untersucht den begrifflichen Rahmen und die methodologischen Verfahren, die mit diesem Ansatz einhergehen, und legt zugleich auch eine Neuinterpretation des Begriffs der kapitalistischen Weltwirtschaft vor, die die wechselseitige Prägung und historische Verschränkung globaler und lokaler Verhältnisse betont. Ein solches offenes Verständnis der Weltwirtschaft erlaubt es, die Zonen der zweiten Sklavenwirtschaft räumlich und zeitlich zu bestimmen.“

## Schriften
- Slavery in the Circuit of Sugar: Martinique and the World Economy, 1830-1848. The Johns Hopkins University Press, Baltimore 1990, ISBN 978-1-4384-5917-2.
- Through the Prism of Slavery: Labour, Capital and World Economy. Rowman and Littlefield, Boulder 2004, ISBN 978-0-7425-2938-0.